# اندوهجرد
اندوهجرد شهر اندوهجرد از توابع بخش شهداد در شهرستان کرمان است. این شهر در حدود ۹۰ کیلومتری شمال شرق شهر کرمان واقع است. جمعیت این شهر در سال ۱۳۸۵، برابر با ۲٫۹۱۵ نفر و در سال ۱۳۸۶ آن را در حدود ۴ هزار نفر تخمین زده شده است. در سال ۱۳۹۵ جمعیت آن ۴٬۰۴۱ هست. خرمای مضافتی اندوهجرد بسیار با کیفیت می‌باشد. و نخلها زیبایی خاصی به شهر بخشیده‌اند. کوه‌های اره ای روستای جهر از زیبایی‌های گردشگری اندوهجرد می‌باشد. این شهر در بین کشیت و شهداد قرار می‌گیرد و علاقه مندان به گردشگری می‌توانند از شهداد از این مسیر به سمت آبشار کشیت و بالعکس تردد کنند.

## موقعیت
شهر اندوهجرد در سال ۱۳۸۳ خورشیدی از ادغام دو روستای اندوهجرد و گودیز تشکیل شد. اندوهجرد از سوی غرب در میان کوهپایه‌های کوهستان پلوار و از سوی شرق درمیان کویر لوت قرار گرفته است.
و بین دو بخش شهداد و گلباف قرار دارد.
از محله‌های اندوهجرد می‌توان به گودیز، شریف‌آباد، شاهرخ‌آباد، ولیعصر، مهدیه، قبله، سی‌دستگاه اشاره کرد.
روستاهای اطراف اندوهجرد عبارتند از:پیرغیب، زوار، کدروت، هنزا، جهر و پشوئیه
در منطقه اندوهجرد سدی به نام سد اندوهجرد  و یک گسل زمین‌شناختی نیز به نام گسل اندوهجرد قرار دارد. در تاریخ ۲۳ اسفند ۱۳۷۶ خورشیدی زمین‌لرزه‌ای در منطقه گلباف، روستای اندوهجرد را نیز لرزاند.
از محصولات اندوهجرد می‌توان به انواع خرما و مرکبات اشاره کرد.

## فرهنگ
از سازهای بومی منطقه اندوهجرد می‌توان به گونه‌ای بوق صدفی به نام سفیدمهره اشاره کرد.

## جاذبه‌های گردشگری
از جاذبه‌های گردشگری اندوهجرد می‌توان به قلعه کت‌کتو در مجاورت محله گودیز که مورد کاوش‌های باستان‌شناسی هم قرار گرفته، و تپه‌های شنی (شن‌های روان) واقع در روستای هنزا در ۵کیلومتری اندوهجرد و همین‌طور به غار خفاش‌ها و کوه‌های اَرّه ای واقع در روستای جهر در فاصله ۱۸کیلومتری اندوهجرد اشاره کرد.